# Tsampa

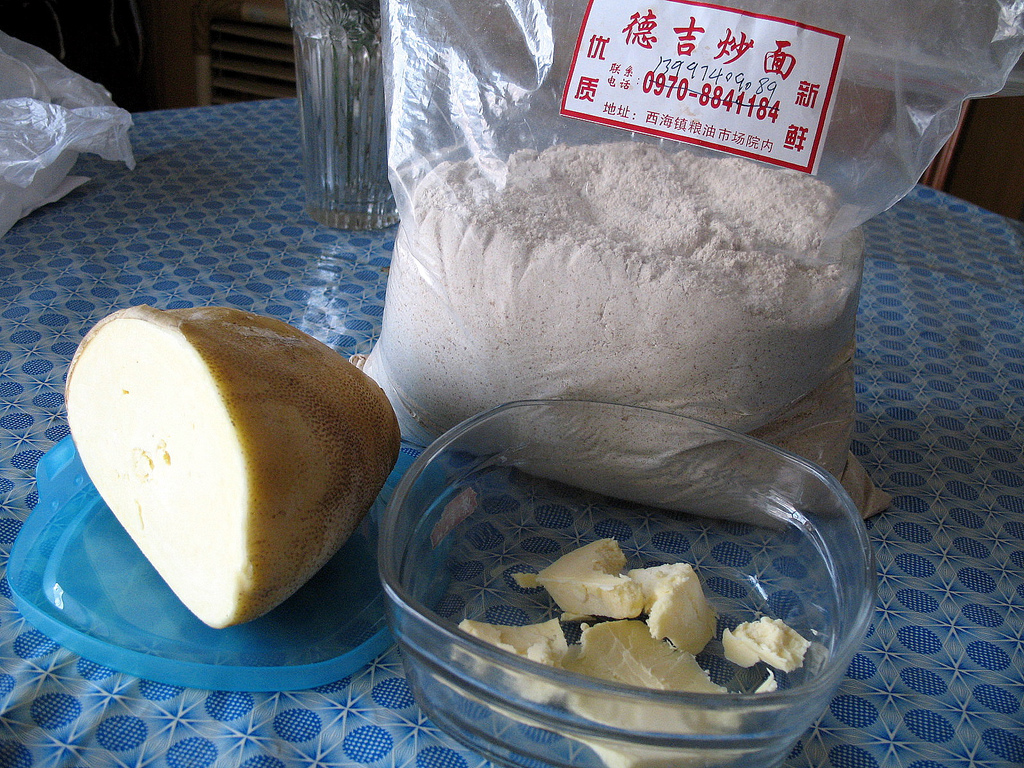
Ingredientes para hacer el Tsampa.

Tsampa (tibetano: རྩམ་པ་ Wylie rtsam pa) o sampa es un alimento básico del Tíbet, particularmente prominente en la parte central del país. Se lo suele consumir junto con el té con mantequilla salado tibetano (tibetano: t=བོད་ཇ་ Wylie: bod cha).
Un producto similar se conoce por el nombre gofio en las Islas Canarias, España.

## Características
El tsampa es una comida muy simple que se prepara por los sherpas, empleando harina de qingko (cebada de las altiplanicies himalayicas), mantequilla (elaborada con leche de yak) y con la medula de los huesos de  vacunos, y que suele tomarse como gachas. La pasta resultante suele hacer con forma de cilindros o bolas y se le consume con los dedos.

## Rituales

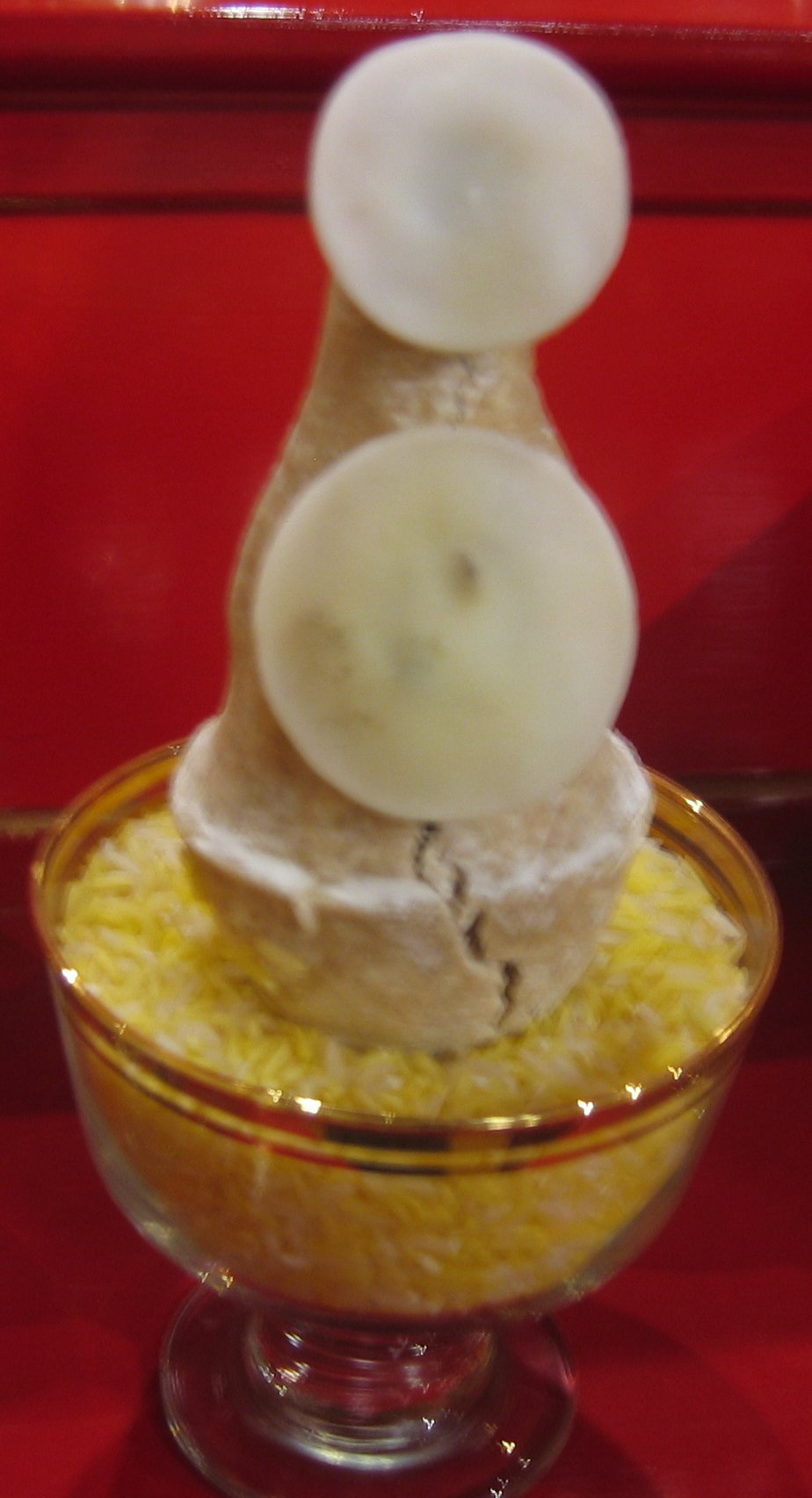
Torma.

El tsampa es un elemento de los rituales budistas tibetanos. Durante las fiestas del año nuevo (losar, monlam) o en otras celebraciones, como el aniversario del dalái lama, se acostumbra lanzar tsampa por los aires, que cae sobre los participantes, como signo de buena fortuna. Con mantequilla, también se le emplea para realizar tormas, que son figuras simbólicas ofrecidas en los rituales.

## Versión moderna
En el survivalismo moderno se hacen versiones diferentes de tsampa, que no tienen relación con el alimento tibetano. Estos tsampa de supervivencia se elaboran con nueve ingredientes: frijoles rojos, garbanzos, lentejas, maíz seco, maní natural, miel pura, plátano verde, soya en granos y trigo seco. Los granos y plátanos se tuestan al fuego, y molidos, se aúnan con la miel. Luego se le da forma de pelotas, no más grandes que las de golf.